# Bethel (zespół muzyczny)
Bethel – polski zespół wykonujący muzykę reggae z elementami dub oraz ska. W swojej 10-letniej historii zagrał ponad 550 koncertów.

## Historia
Zespół powstał w grudniu 2006 roku we Wrocławiu. Założony przez Grzegorza Wlaźlaka, początkowo nosił nazwę Sacrum, a w jego skład wchodziły 3 osoby. Z biegiem czasu zmieniała się liczebność członków zespołu, który w rekordowym okresie tworzyło 11 młodych osób. Wraz z rozwojem wydarzeń zespół zdecydował się obrać nową nazwę – Bethel – zaczerpniętą przez wykonawców z Biblii.
Kolejne lata działalności zespołu, oprócz wielu koncertów, przynosiły także pierwsze sukcesy. W 2007 roku zespół zajął III miejsce na „Rock Style Festiwal”. Rok później, w drugiej edycji tego festiwalu, zdobył II miejsce. W 2009 roku Bethel uzyskał wyróżnienie na VII edycji festiwalu „Around The Rock”. 
Rok 2010 okazał się przełomowy w karierze zespołu, który nie tylko zagrał 80 koncertów w ramach trasy „Positive Bethel Tour 2010”, ale także zdobył wiele prestiżowych wyróżnień. W maju Bethel otrzymał nagrodę publiczności podczas GranPrix Festiwalu Fama we Wrocławiu. W lipcu wygrał festiwal Reggae na Piaskach w Ostrowie Wielkopolskim. Miesiąc później uzyskał tytuł Honorowego Laureata podczas finału Festiwalu Fama w Świnoujściu. Zespół wyróżniono tam za wysoki poziom wykonawczy. Zwieńczeniem roku była premiera debiutanckiego albumu zespołu pt. Muzyka Serc, którego pierwszy singiel Zabrali mi skrzydła promowano m.in. w programie Kuby Wojewódzkiego.
W sierpniu 2011 roku Bethel zagrał na małej scenie Przystanku Woodstock. Występ ten został dobrze przyjęty przez publikę, która rok później, głosując w ramach plebiscytu „Złoty Bączek”, umożliwiła zespołowi występ na dużej scenie dla kilkuset tysięcy osób. Do zespołu dołączył Damian Kluźniak  grający na instrumentach klawiszowych. 
Przełom lat 2012/2013 przyniósł zmiany personalne. Z zespołu odszedł gitarzysta Filip Sekieta oraz perkusjonalista Marcin Drab. Do współpracy zaproszono  Szymona Chudego. Po kilkudziesięciu wspólnych koncertach zespół zadecydował o gotowości do nagrania kolejnego albumu, który w listopadzie 2013 zarejestrowano w gdańskim studio Custom34. Gościnnie na płycie pojawił się zespół Enej oraz Luxtorpeda. Wydawnictwo Dobrze, że jesteś ukazało się nakładem Lou & Rocked Boys, a swoją premierę miało podczas 8 urodzin zespołu – 27 lutego 2014 roku. Płytę promowały single We Wanna Fight oraz Rzeki. Pierwszy z nich został wykonany przez zespół przy kolejnej wizycie w programie Kuby Wojewódzkiego, na antenie TVN. 
W lipcu 2014 roku odbył się pierwszy oficjalny zlot fanów Bethel. Kilkadziesiąt osób z całej Polski odwiedziło Wrocław, spędzając z zespołem dwa dni.
W roku 2015 zespół dużo koncertuje, m.in. występuje po raz trzeci na Przystanku Woodstock. Nadchodzą również zmiany personalne. Z zespołu odchodzą Szymon Chudy i Damian Kluźniak, w miejsce którego pojawia się nowy klawiszowiec - Eryk Nowak.
W roku 2016 i 2017 zespół nadal intensywnie koncertuje i przygotowuje się do nagrania trzeciej płyty.
W roku 2017 do zespołu na chórki dołączają Nikola Warda i Gabriela Cybuch.
W roku 2018 szeregi zespołu opuszcza Piotr Zarówny

## Dyskografia

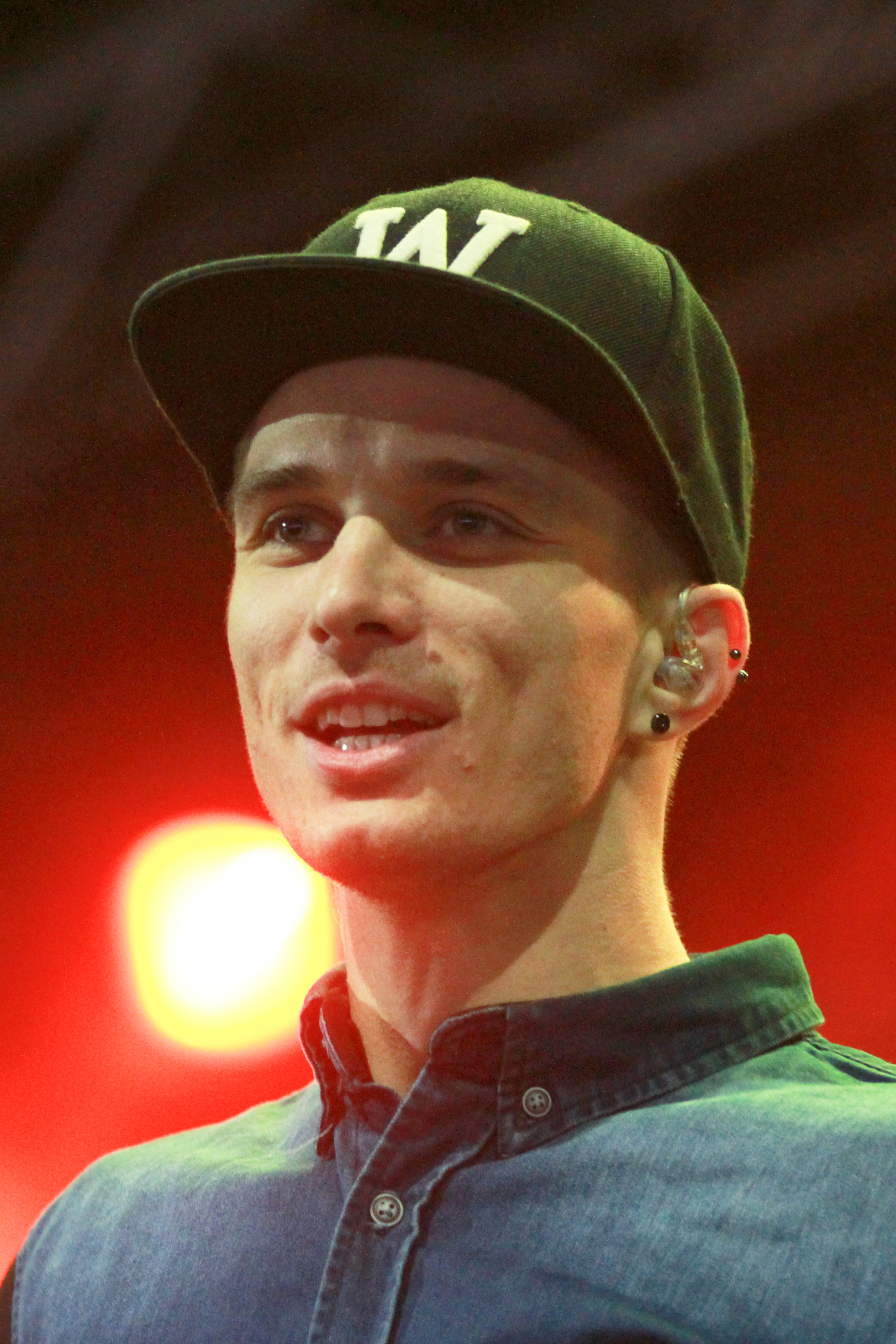
Grzegorz Wlaźlak (2015)

| Rok  | Tytuł                                                                 |
| ---- | --------------------------------------------------------------------- |
| 2010 | Muzyka Serc - Data: 13 listopada 2010 - Wydawca: Lou & Rocked Boys    |
| 2014 | Dobrze, że jesteś - Data: 27 lutego 2014 - Wydawca: Lou & Rocked Boys |